# Clemens Westerhof
Clemens Westerhof (né le 3 mai 1940 à Beek) est un entraîneur néerlandais de football, qui a beaucoup travaillé en Afrique à partir de 1989. Il est le sélectionneur des Super Eagles lors de la Coupe du monde 1994.

## Palmarès
- Vainqueur de la Coupe d'Afrique des nations en 1994 avec l'équipe du Nigeria
- Finaliste de la Coupe d'Afrique des nations en 1990 avec l'équipe du Nigeria
- Troisième de la Coupe d'Afrique des nations en 1992 avec l'équipe du Nigeria
- Vainqueur de la Coupe CEDEAO en 1990 avec l'équipe du Nigeria
- Vainqueur de la Coupe COSAFA en 2000 avec l'équipe du Zimbabwe